# تهته جهامب
تهته جهامب (به انگلیسی: Thatta Jhamb) یک روستا در پاکستان است که در پنجاب واقع شده‌است.